# José Gargallo
José Gargallo  (Cádiz, 20 de junio de 1904 - Villanueva y Geltrú 1975) fue un escultor español. Aunque también se dedicó a la docencia su pasión fue la escultura, recibiendo premios en diversos concursos nacionales y con obra pública en diferentes localidades españolas.

## Reseña biográfica

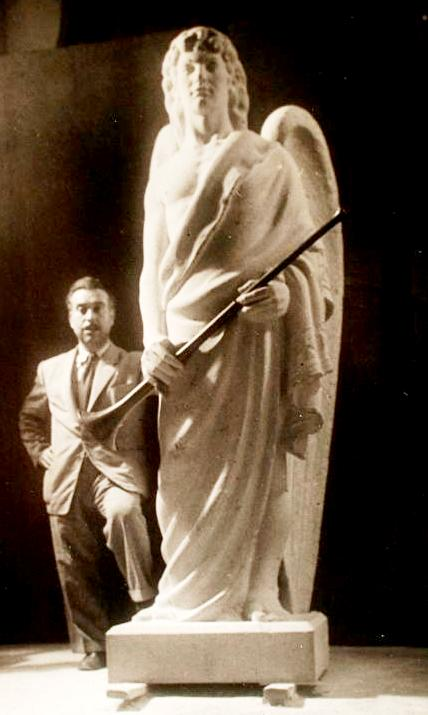
El escultor con su obra El ángel del apocalipsis

Nacido en Cádiz al inicio del siglo XX, cursó estudios de Aparejador y en la Escuela de Bellas Artes en Cádiz. Fue pensionado por el Ayuntamiento y la Diputación de Cádiz para ampliar sus estudios en la Real Academia de Bellas Artes de San Fernando.
Por oposición ganó la plaza de Catedrático de Dibujo en el Instituto de Enseñanzas Medias de Villafranca del Penedés (Barcelona). Posteriormente ocupó la plaza de Aparejador del Ayuntamiento de Villanueva y Geltrú desde 1944 a 1971, donde además tuvo su estudio de escultura. Estuvo casado con Manuela Gil.
Su primera exposición tuvo lugar en el año de 1934 en el Ateneo de Cádiz para después realizar exposiciones en Cádiz, Sevilla, Villafranca del Penedés, Madrid, Barcelona, Córdoba, Palma de Mallorca...
Entre otros galardones obtuvo el 2º Premio en los Concursos Nacionales de Escultura en 1947, para un monumento dedicado a Cervantes en Alcalá de Henares y la 1ª Medalla en el Salón de Otoño de Palma de Mallorca. 
Falleció en Villanueva y Geltrú en el año 1975.

## Obras

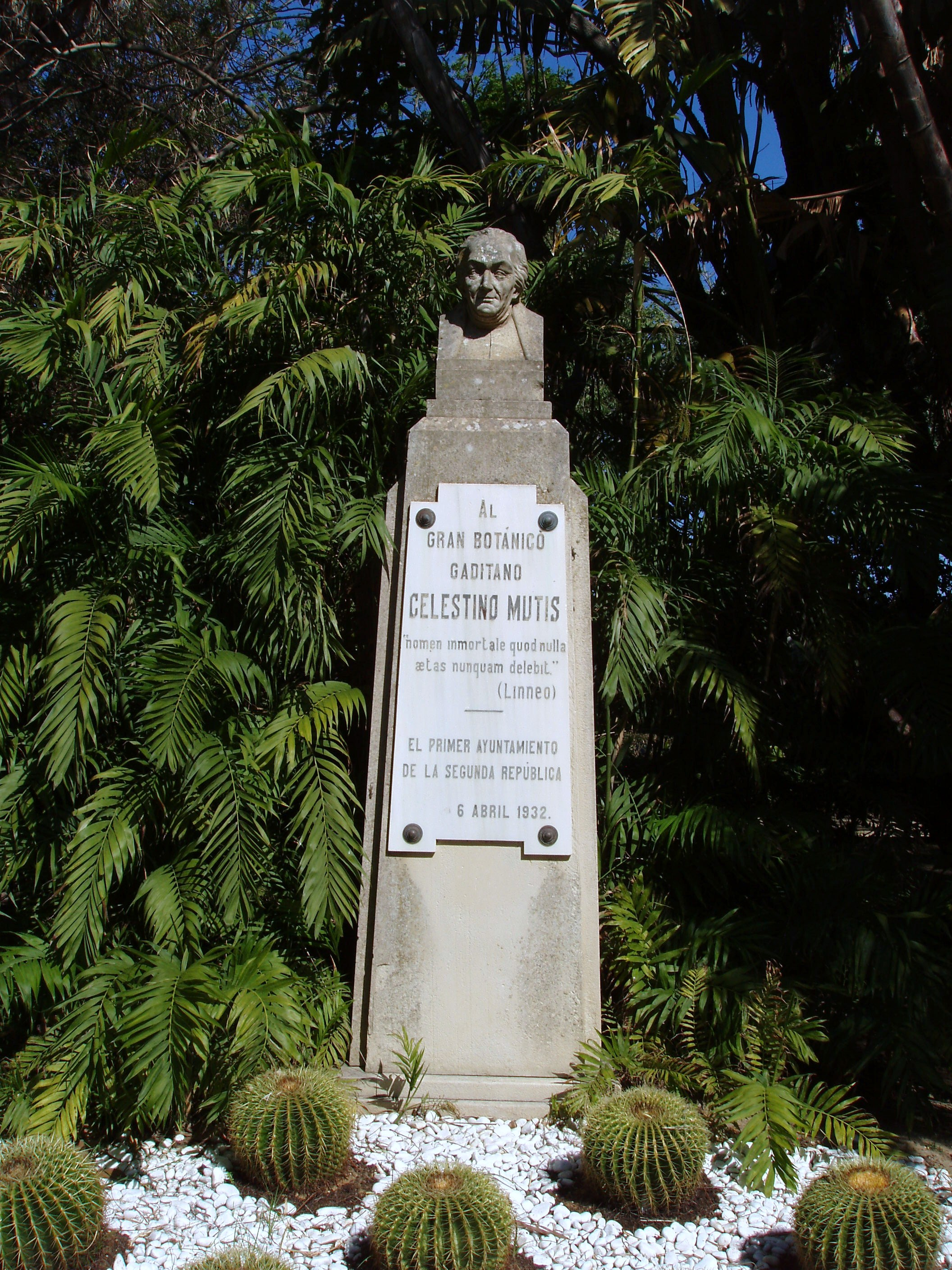
Monumento José Celestino Mutis, Parque Genovés, Cádiz (1932).

- Monumento a José Celestino Mutis (Parque Genovés, Cádiz) (1932)
- Busto en relieve de mármol a Fermín Salvochea (Plaza de Argüelles, Cádiz) este relieve fue retirado en la dictadura franquista y vuelto a colocar en 1982 por el ayuntamiento democrático (1932)[1]
- Monumento a la maternidad (Jardines del hospital de San Antonio, Villanueva y Geltrú)
- Ángel del Apocalipsis (Cementerio Municipal, Villanueva y Geltrú)
- A los Hombres del Mar (Rambla Nova, Villanueva y Geltrú) (1971)